# Nina Lagergren
Nina Viveka Maria Lagergren, född von Dardel den 3 mars 1921 i Johannes församling i Stockholm, död 5 april 2019  i Djursholm, Stockholms län, var halvsyster till den försvunne svenske diplomaten Raoul Wallenberg, och var under lång tid en ledande kraft i arbetet med att få klarhet i Wallenbergs öde.

## Biografi
Nina Lagergren var med om att starta insamlingsstiftelsen Raoul Wallenberg Academy. Hennes engagemang för Raoul Wallenberg, som hon har drivit tillsammans med sina föräldrar Fredrik och Maj von Dardel och sin bror Guy von Dardel, var orsaken till att hon år 2000 förärades Wallenbergmedaljen, som delades ut av University of Michigan.
Lagergren var värd för Sommar i P1 på Sveriges Radio den 4 augusti 2014.
Hon var gift med domaren och riksmarskalken Gunnar Lagergren från 1943   till dennes död 2008, och har fyra barn. Det äldsta, dottern Nane Annan, var gift med Kofi Annan, som varit FN:s generalsekreterare. Lagergren var brorsdotter till målaren Nils Dardel och invigde 2014 den stora utställningen med hans verk på Moderna Museet i Stockholm.
Nina Lagergren är begravd på Djursholms begravningsplats.

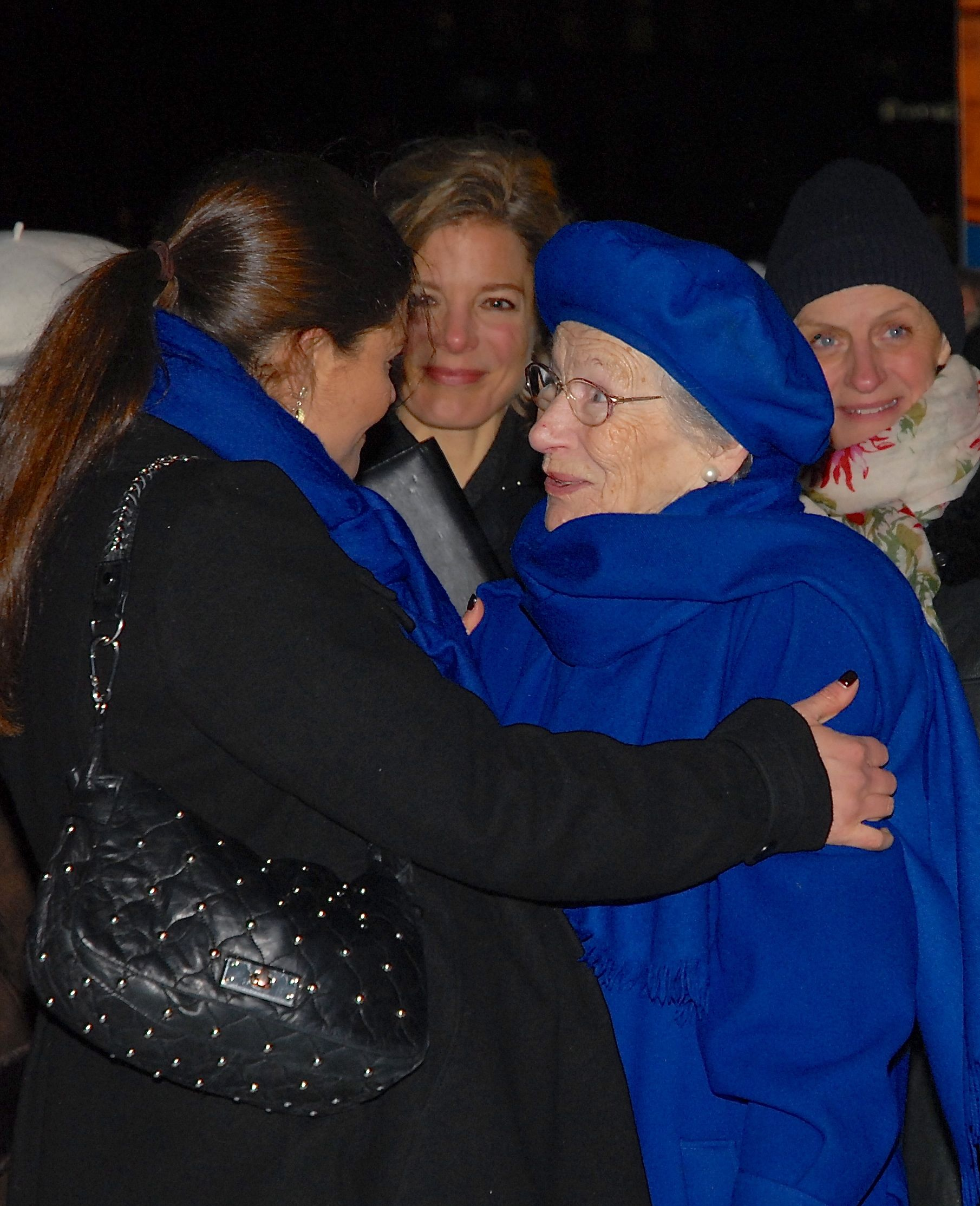
Kronprinsessan Victoria och Nina Lagergren den 27 januari 2012 på Förintelsens minnesdag och 100-årsdagen för Raoul Wallenbergs födelse.